# Reculée de Norvaux
La reculée de Norvaux est une reculée du massif du Jura située dans le département du Doubs, en Bourgogne-Franche-Comté.

## Géographie

### Situation
La reculée de Norvaux est située sur le territoire des communes d'Amancey, de Cléron, de Fertans et de Flagey et couvre une superficie de 504 hectares. D'orientation nord-ouest, elle débouche dans la vallée de la Loue au niveau du village de Cléron.

### Géologie
Reculée typiquement jurassienne bordant la vallée de la Loue, la reculée de Norvaux entaille le premier plateau du massif du Jura sur une longueur de 3 500 m et une largeur moyenne de 800 m. Elle forme une vallée profonde bordée de falaises et de hautes parois abruptes qui se termine en trois culs-de-sac générés par les ruisseaux de Pomme Gaude, Fontaine des Cassards et Fontaine de Fer. Ensemble ils alimentent le Ruisseau de Norvaux qui s’écoule le long de la vallée où il est rejoint par le ruisseau de la Mée, puis il se jette dans la Loue près du château de Cléron.

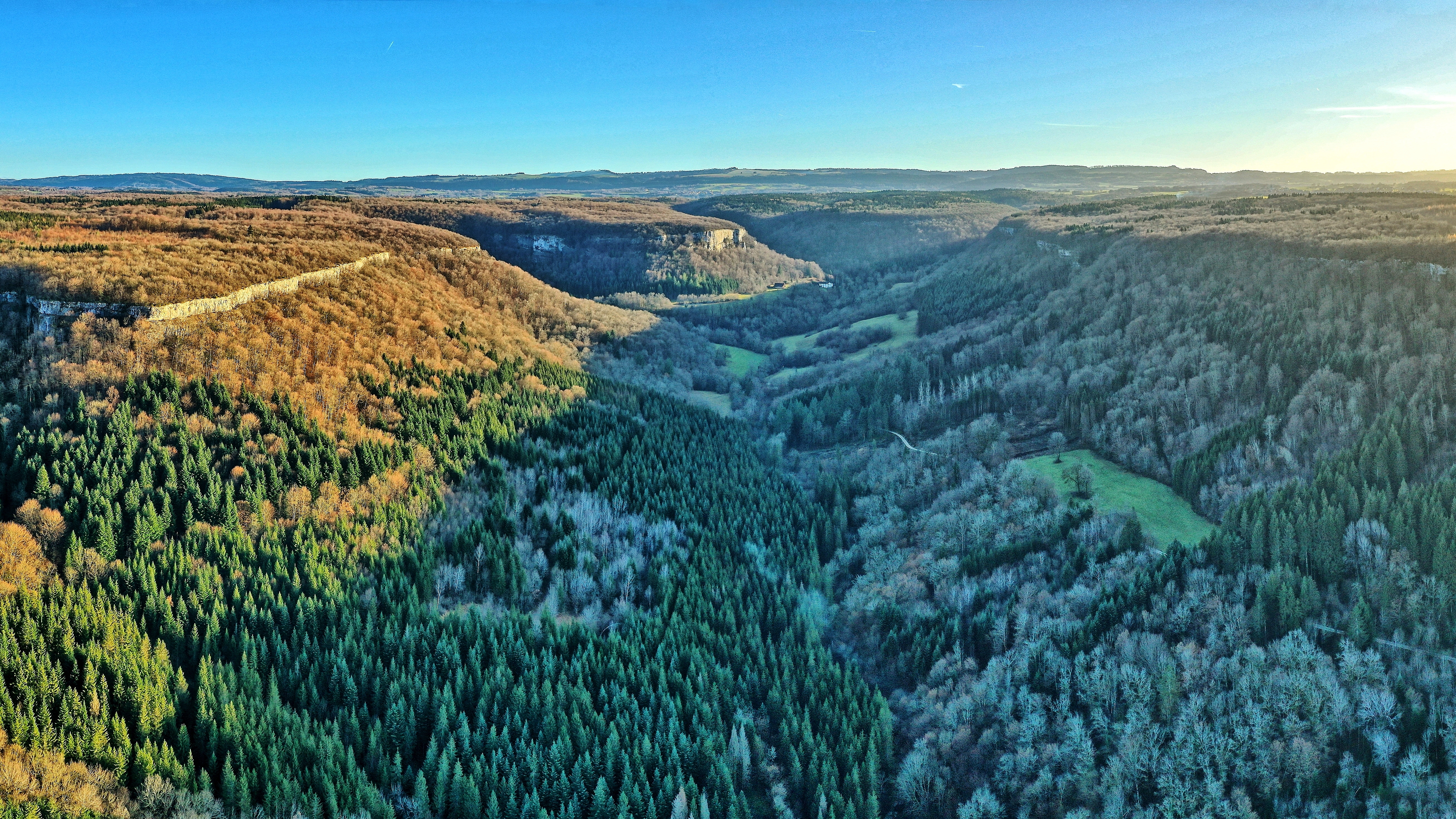
Le fond de la reculée de Norvaux avec les trois culs-de-sac.

Particularité géologique : Le rocher du Moine aussi appelé « Toum Tatre » est un monolithe de 39 mètres de haut situé en bordure de falaise côté droit : la légende prétend qu’un esprit aurait voulu transporter l’énorme monolithe de l’autre côté de la vallée. Mais, arrivé près de la falaise, il ne put achever l’entreprise et demeura prisonnier de la roche. Son nom vient de sa forme qui rappelle celle d’un moine avec sa couronne de cheveux et sa cordelière autour de la taille.

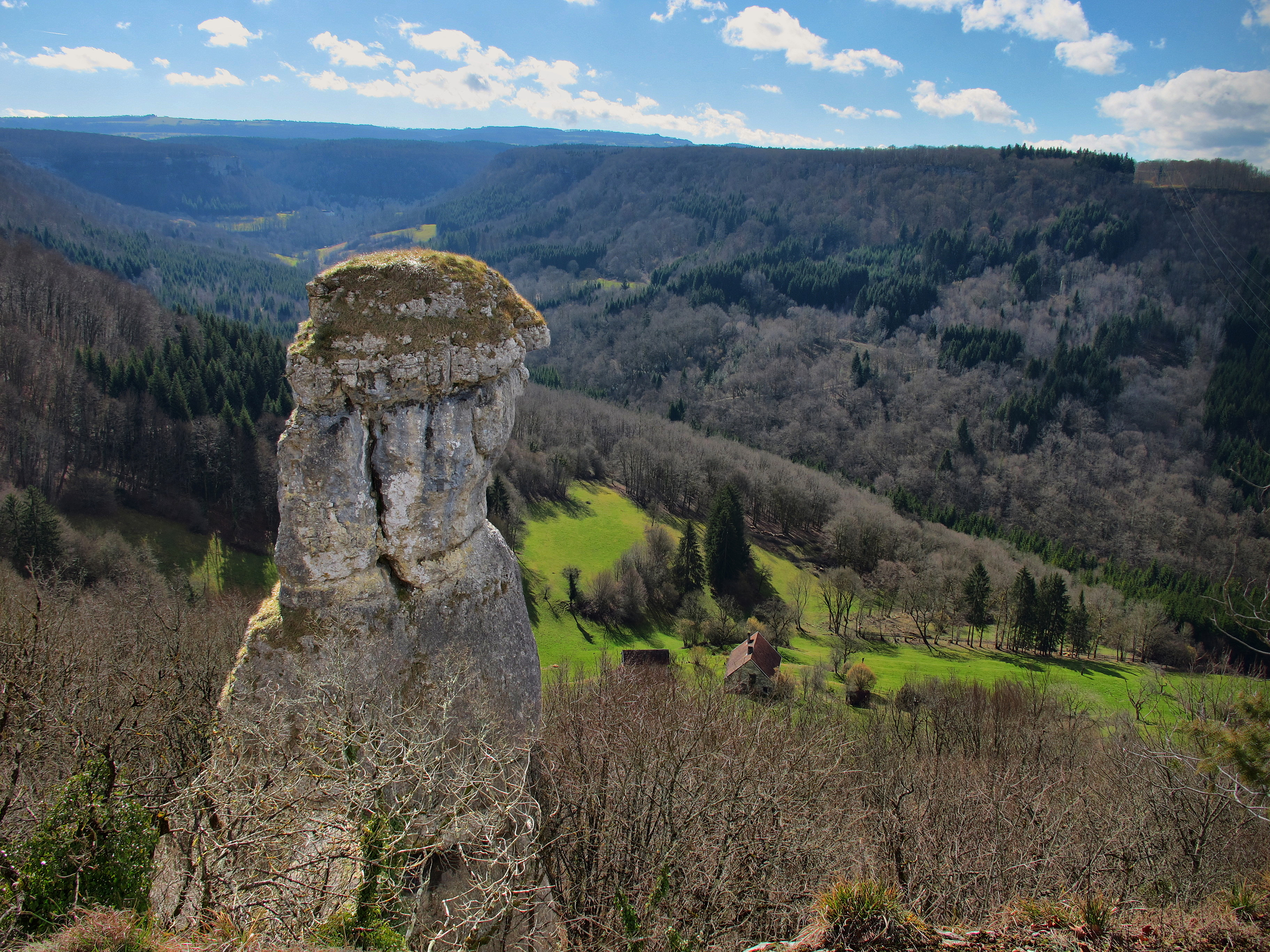
Le rocher du Moine au bord de la reculée de Norvaux.

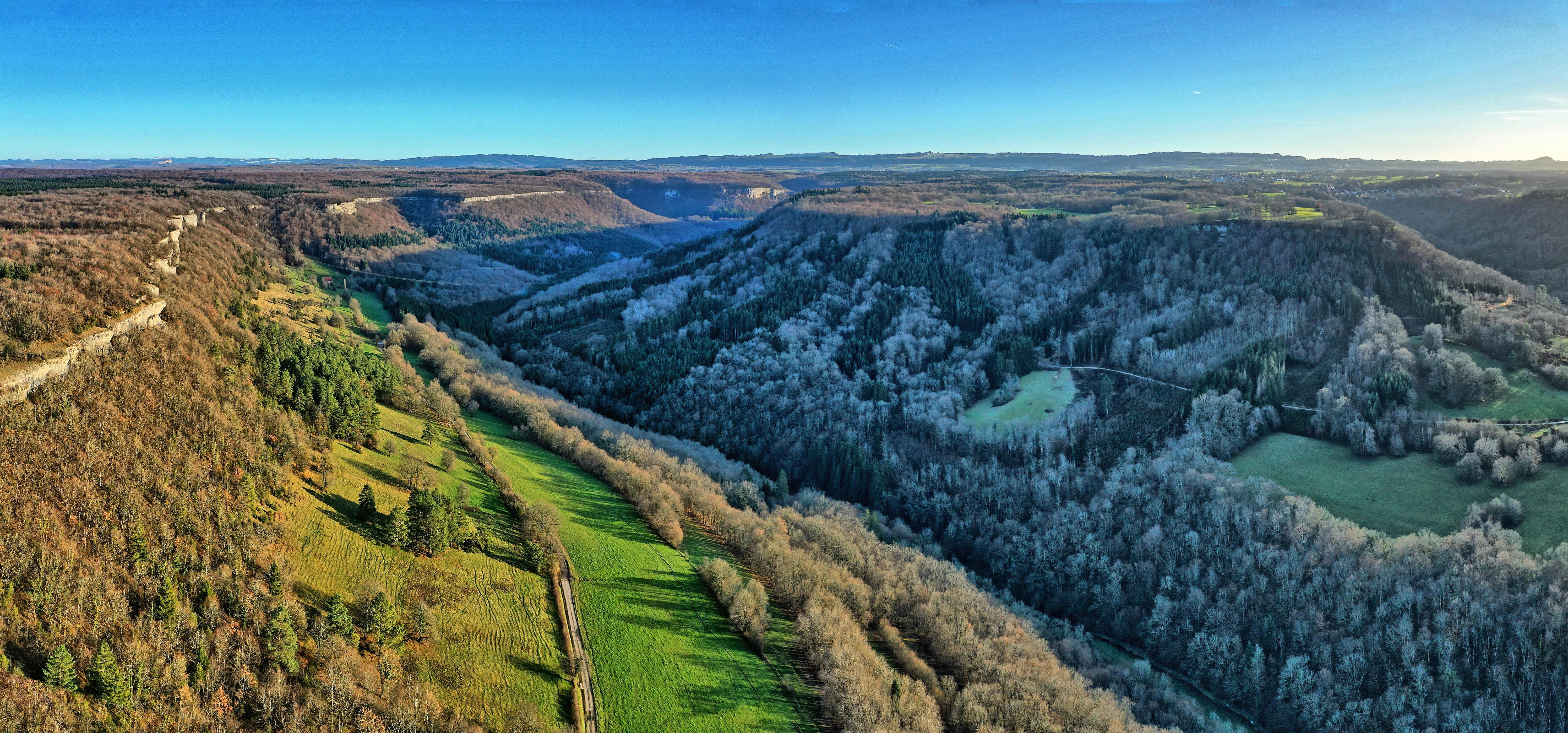
L'entrée de la reculée de Norvaux et le rocher du Moine à gauche.

## Description
Seuls des chemins et sentiers, au départ de Cléron et Amancey, permettent de parcourir la reculée et d'atteindre les hameaux de Vieilles vignes et Norvaux.
Norvaux est le lieu où vécut le député Alexandre Besson (1758-1826). Autrefois des moulins et une taillanderie ont utilisé ici la force hydraulique. On peut encore voir les vestiges de conduites et d'un barrage. 

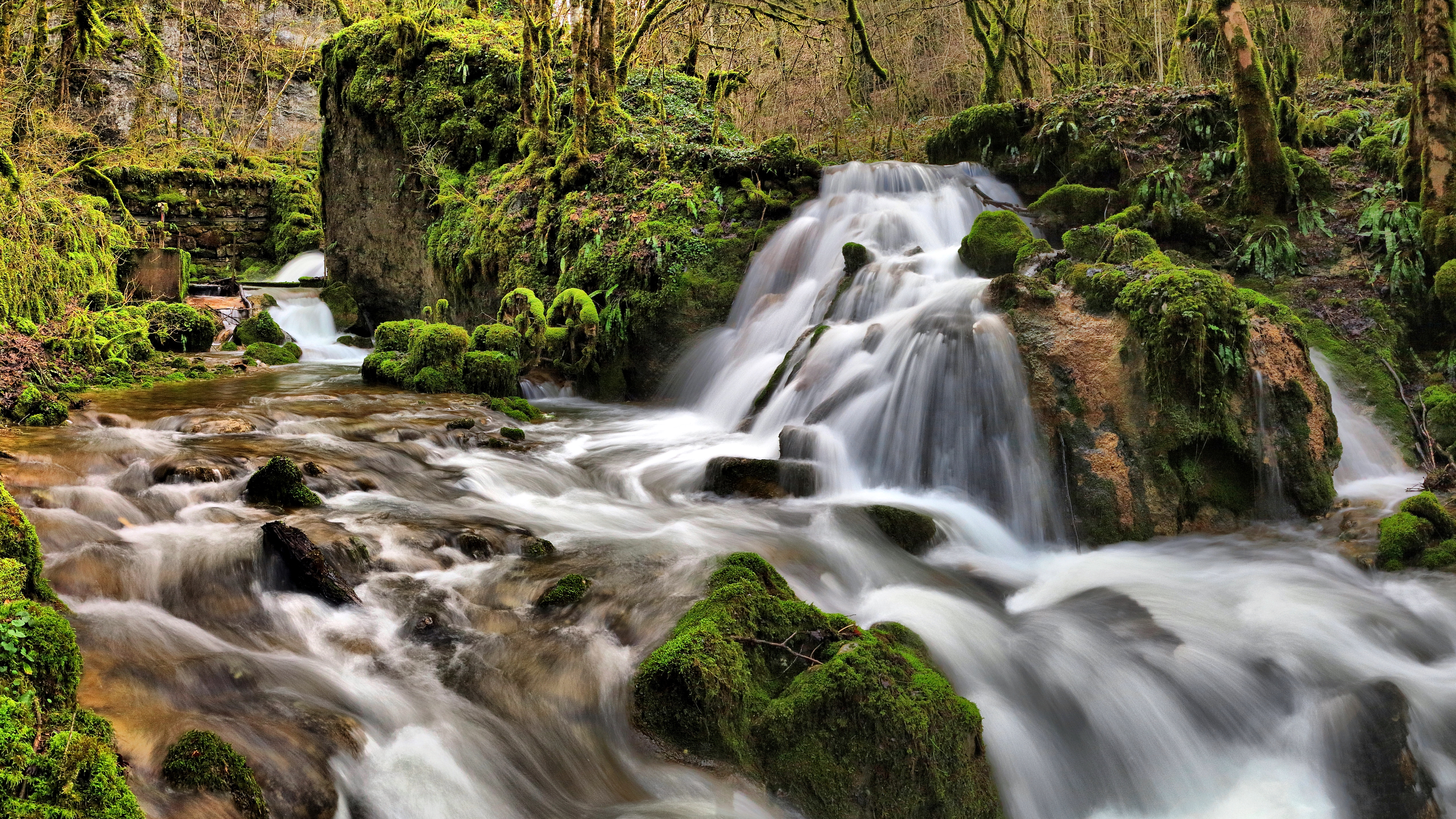
Cascade dans les ruines d'un ancien moulin sur le ruisseau de Norvaux.

Depuis le belvédère d'Amancey, situé au nord du Grand bois, on a vue sur les falaises de la reculée, lieu de nidification du faucon pèlerin. Un autre point de vue est possible au niveau du rocher du Moine.
De nombreuses sources alimentent le ruisseau de Norvaux : Pomme gaude, Comboyer, Cassards situées dans le Grand bois d'Amancey ainsi que la Fontaine de fer et les sources de la Côte et de Bacchus qui prennent naissance au pied des falaises.

### Tourisme
Le sentier de randonnée de la "Boucle du Moine" créé par la Communauté de communes Amancey-Loue-Lison permet d'admirer la reculée et son monolithe.

## Protection
La reculée est un Site inscrit depuis 1930. Par décret du 7 mars 1979, elle fait partiellement partie du site inscrit de 12900 ha  Haute et moyenne vallée de la Loue.
La protection est complétée par la création de la ZNIEFF de type 1 Reculée de Norvaux, couvrant 504 ha (id : 430002275),.
La reculée est également incluse dans le site Natura 2000 Vallée de la Loue et du Lison (FR4301291).